# Шоман Олександр Іванович
Олександр Іванович Шоман (15 лютого 1948, Горький, СРСР) — радянський хокеїст, нападник.

## Спортивна кар'єра
Вихованець горківського «Торпедо». У сезоні 1964/1965 виступав за місцеву команду майстрів, а наступні вісім — за київське «Динамо». У вищій лізі за «динамівців» провів 130 матчів (23+5). У складі студентської збірної СРСР здобув перемогу на Універсіаді-1968. Надалі продовжував грати за аматорську команду заводу «Червоний екскаватор». 1978 клуб здобув місце у західній зоні другої ліги. У дебютному сезоні «Машинобудівника» Олександр Шоман відзначився 14 голами.

## Статистика
| Сезон               | Клуб                    | Ліга                | І   | Г  | П | О  | ШХ |
| ------------------- | ----------------------- | ------------------- | --- | -- | - | -- | -- |
| 1964-65             | «Торпедо» (Горький)     | вища                | 10  | 2  | 0 | 2  | 2  |
| 1965-66             | «Динамо» (Київ)         | вища                | 12  | 1  | 0 | 1  | 8  |
| 1966-67             | «Динамо» (Київ)         | вища                | 34  | 7  | 2 | 9  | 14 |
| 1967-68             | «Динамо» (Київ)         | вища                | 34  | 4  | 3 | 7  | 10 |
| 1968-69             | «Динамо» (Київ)         | вища                | 22  | 6  |   |    |    |
|                     | «Динамо» (Київ)         | перша               |     | 9  |   |    |    |
| 1969-70             | «Динамо» (Київ)         | вища                | 28  | 5  |   |    |    |
| 1970-71             | «Динамо» (Київ)         | перша               | 40  | 11 |   |    | 20 |
| 1971-72             | «Динамо» (Київ)         | перша               | 36  | 13 | 7 | 20 | 8  |
| 1972-73             | «Динамо» (Київ)         | перша               | 16  | 1  | 1 | 2  | 6  |
| 1979-80             | «Машинобудівник» (Київ) | друга               |     | 14 |   |    |    |
| Всього у вищій лізі | Всього у вищій лізі     | Всього у вищій лізі | 140 | 25 | 5 | 30 | 34 |